# Psi d'Andròmeda
Psi d'Andròmeda (ψ Andromedae) és un sistema d'estrelles de la constel·lació d'Andròmeda. Està aproximadament a 1310 anys llum de la Terra.
El component primari, ψ d'Andròmeda A, és una binària espectroscòpica amb una supergegant del tipus G i una nana de la seqüència principal blanca del tipus A. Té una magnitud aparent de +4,97. Té tres companyes més distants, ψ d'Andròmeda B, de la 15a magnitud a 25 segons d'arc, ψ d'Andròmeda C de la 13a magnitud a 62 segons d'arc i ψ d'Andròmeda D de la 9a magnitud a 184 segons d'arc.